# Ragnheiður Ríkharðsdóttir
Ragnheiður Ríkharðsdóttir (transkribiert Ragnheidur Rikhardsdottir; * 23. Juni 1949 in Akranes) ist eine isländische Politikerin (Unabhängigkeitspartei).
Ragnheiður Ríkharðsdóttir war als Lehrerin und Schulleiterin an der Mittelschule der Stadt Mosfellsbær nahe Reykjavík tätig. Von 2002 bis 2007 war sie Bürgermeisterin von Mosfellsbær.
Von 2007 bis 2016 war Ragnheiður Abgeordnete des isländischen Parlaments Althing für den Südwestlichen Wahlkreis. Von 2009 bis 2013 war sie Erste Vizesprecherin des Parlaments, nachdem sie bereits 2007–2009 zu den Vizesprechern gehörte. Seit 2013 war sie Fraktionsvorsitzende der Unabhängigkeitspartei im Althing. Ragnheiður Ríkharðsdóttir war in wechselnden parlamentarischen Ausschüssen tätig, zuletzt gehörte sie dem Ausschuss für Wohlfahrt an. Seit 2013 war sie Mitglied und Vorsitzende der isländischen Delegation in der Interparlamentarischen Union (IPU). Zur Parlamentswahl in Island 2016 ist Ragnheiður Ríkharðsdóttir nicht mehr angetreten.